# Holck

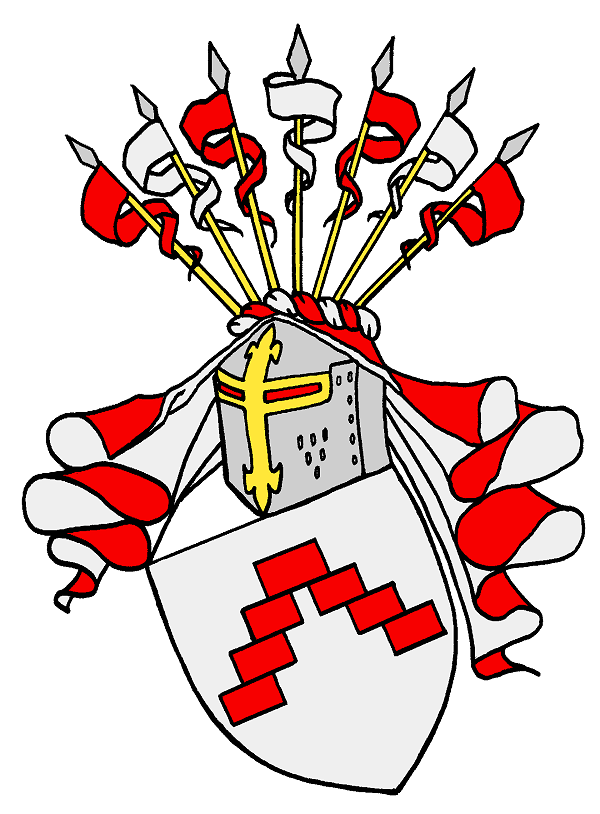
Wappen derer von Holck

Holck oder Holk ist der Name eines schleswigschen Uradelsgeschlechts. Zweige der Familie bestehen bis heute.

## Geschichte
Erste urkundlich erwähnte Stammväter sind 1315 Johann Holck und Erik Holck, der 1318 urkundlich als dänischer Marschall erscheint.
Dem im Dreißigjährigen Krieg zum kaiserlichen Feldmarschall aufgestiegenen dänischen Obersten Heinrich von Holk wurde mit Diplom vom 6. April 1633 der Reichsgrafenstand erteilt. 
Das Geschlecht wurde mit Sten Holck auf Gedsholm 1664 unter der Nr. 20 bei der Adelsklasse der Schwedischen Ritterschaft introduziert, während der kgl. dänische Generalmajor Eiler Holck in den dänischen Freiherrnstand als Baron von Holckenhavn erhoben wurde. Am 25. März 1676 erlangte auch der kgl. dänische Oberst Christian Christoffer Graf Holck die dänische Adelsnaturalisation im Grafenstand. Flemming Graf von Holck, kgl. dänischer Kammerherr und Obermundschenk, wurde am 17. Juni 1769 die Namens- und Wappenvereinigung mit den Baronen von Winterfeld als Holck-Winterfeldt bewilligt. Die Familie der Grafen Holck wurde darüber hinaus am 18. Januar 1786, am 7. März 1786 bedingt und am 18. Januar 1800 unbedingt in die Equites Originarii, der Schleswig-Holsteinischen Ritterschaft, aufgenommen.

## Besitze

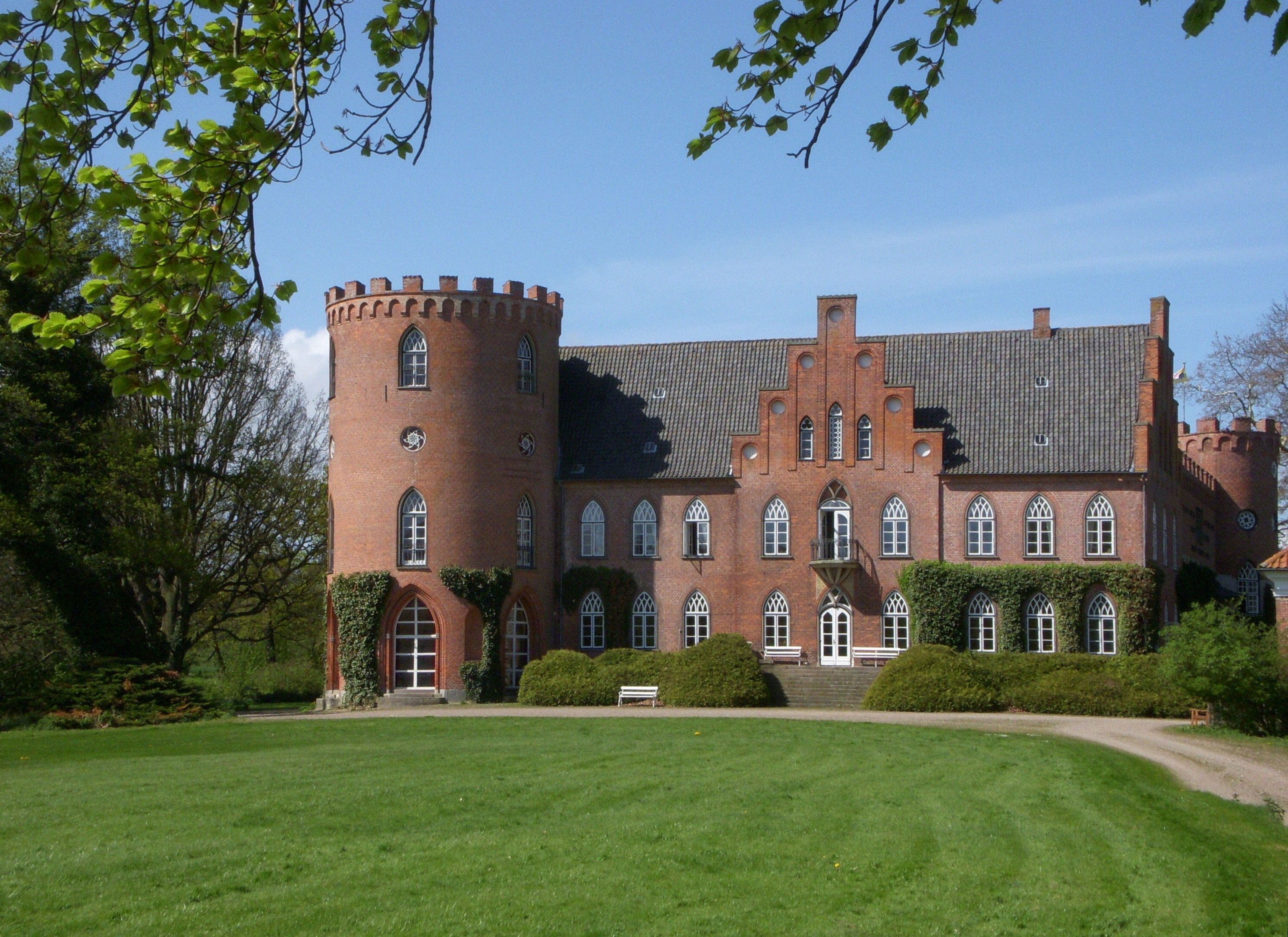
Gut Farve, seit 1929 im Besitz der Familie

Der dänische Kammerherr Friedrich Wilhelm Conrad Holck (1745–1800) ließ zwischen 1770 und 1775 das barocke Herrenhaus auf Gut Eckhof erbauen. Seit 1929 befindet sich das Gut Farve im Besitz der Familie.

## Wappen
Das Stammwappen zeigt in Silber einen roten Mauergiebel aus sieben Steinen. Auf dem Helm mit rot-silbernen Decken und ebensolchem Wulst sieben abwechselnd rote und silberne Fähnlein an goldenen Stangen.

## Bekannte Namensträger

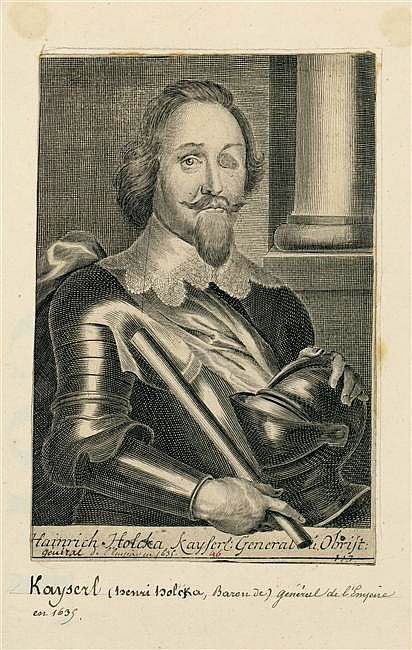
Heinrich Graf von Holk (Henrik Holck) (1599–1633), kaiserlicher Feldmarschall

- Erik Holck, dänischer Marschall, 1318
- Heinrich Graf von Holk (Henrik Holck) (1599–1633), kaiserlicher Feldmarschall
- Conrad Holck (1745–1800), dänischer Hofmarschall und Amtmann
- Eiler Freiherr von Holck, dänischer Generalmajor
- Flemming Graf  von Holck-Winterfeldt, dänischer Obermundschenk
- Carl Christian Erich Graf von Holck (1886–1916), deutscher Militärflieger

## Trivia
Die Romanfiguren Graf Helmuth Holk und dessen Frau Christine aus Theodor Fontanes Ehedrama Unwiederbringlich (von 1892) sind tatsächlich inspiriert von dem pommerschen Landrat Karl von Maltzahn und dessen Frau Caroline von Bilfinger. Fontane transponierte einen realen Fall, der ihm von einer Verwandten des Hauptbetroffenen geschildert wurde, zum Zwecke der Verfremdung ins Schleswigsch-Dänische. 